# Katla (série télévisée)
Pour les articles homonymes, voir Katla (homonymie).
Katla est une série télévisée islandaise en huit épisodes d'environ 46 minutes, créée par Baltasar Kormákur et Sigurjón Kjartansson et mise en ligne le 17 juin 2021 sur Netflix.

## Synopsis
À la suite du déclenchement d'une éruption sous-glaciaire du Katla, la vie des habitants de Vík í Mýrdal est bouleversée et des mystères commencent à sortir de la glace.

## Distribution
Sauf indication contraire, les informations mentionnées dans cette section peuvent être confirmées par la base de données cinématographiques IMDb,  présente dans la section « Liens externes ».
- Guðrún Ýr Eyfjörð (is) (VF : Julie Mouchel) : Gríma
  - Agata Árnadóttir Coadou : Gríma, jeune
- Ingvar Sigurðsson (VF : Patrice Dozier) : Þór (Thor)
- Björn Thors (VF : Boris Rehlinger) : Darri
- Íris Tanja Flygenring (VF : Anne-Charlotte Piau) : Ása
  - Kolfinna Orradóttir : Ása, jeune
- Þorsteinn Bachmann (VF : Serge Faliu) : Gísli
- Aliette Opheim (VF : Pauline Brunel) : Gunhild
- Sólveig Arnarsdóttir (is) (VF : Gaëlle Savary) : Magnea
- Haraldur Ari Stefánsson (VF : Romain Altché) : Einar
- Birgitta Birgisdóttir (VF : Audrey Sourdive) : Rakel
- Helga Braga Jónsdóttir (VF : Magali Rosenzweig) : Vigdis
- Björn Ingi Hilmarsson (VF : Guillaume Lebon) : Leifur
- Aldís Amah Hamilton (VF : Laure Sagols) : Eyja
- Hlynur Atli Harðarson (VF : Cécile Gatto) : Mikael Darrison
- Valter Skarsgård (VF : Taric Mehani) : Björn
- Baltasar Breki Samper (VF : Jim Redler) : Kjartan
- Guðrún Gísladóttir (VF : Claudine Grémy) : Bergrún
- Jóhanna Friðrika Sæmundsdóttir (VF : Charlotte Campana) : Brynja
- Kristín Þóra Haraldsdóttir : Álfheiður Grímsdóttir
- Hlynur Harðarson : Mikael

- Version française
  - Studio de doublage : Cinéphase[2]
  - Direction artistique : Thomas Charlet
  - Adaptation : Antoine Leduc, Mélody Das Neves

 Source et légende : version française (VF) sur RS Doublage

## Production

### Développement
En octobre 2019, on apprend que la société de production RVK Studios est en train de développer une série fantastique sur le mystère autour du volcan pour Netflix, réalisée par Baltasar Kormákur et Sigurjón Kjartansson.

### Tournage

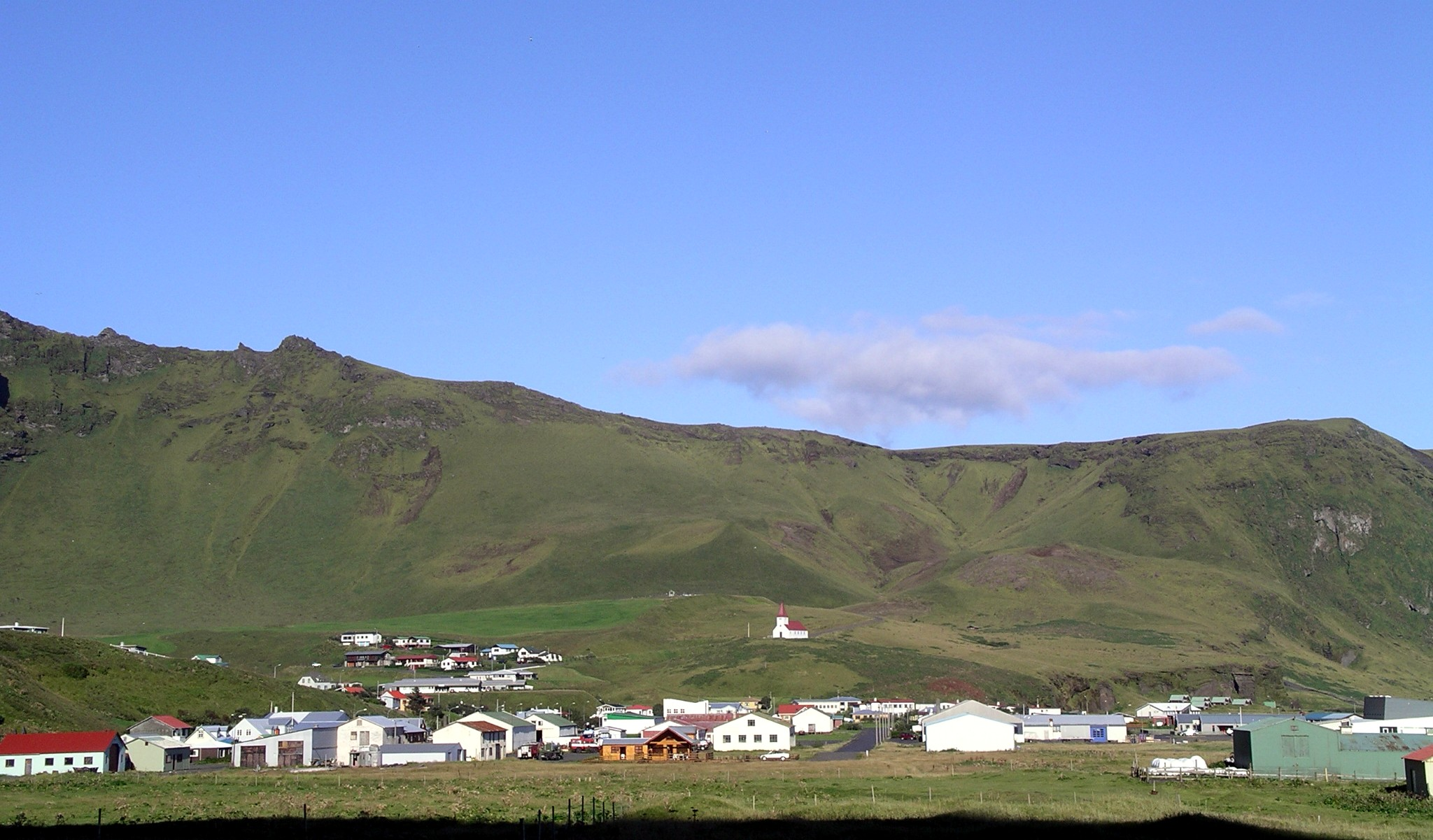
Vík í Mýrdal, depuis la plage.

Le tournage débute en mars 2020 au village Vík í Mýrdal, situé sur la côte sud de l'Islande, au sud du glacier Mýrdalsjökull. Au début avril, le tournage est suspendu en raison de la pandémie de Covid-19 pour deux semaines ; sans l'abandonner, Baltasar Kormákur continue à filmer pendant 300 jours. Il a également lieu à Þorlákshöfn dans la région de Suðurland pour les décors d'une ancienne école primaire appelée Hlíðardalsskóli (is) et à Reykjavik, pour filmer avec meilleurs soins sanitaires dans le studio RVK Studios, appartenant au réalisateur, qui fait environ 4 199 m2.

### Fiche technique
Sauf indication contraire, les informations mentionnées dans cette section peuvent être confirmées par la base de données cinématographiques IMDb,  présente dans la section « Liens externes ».
- Titre original : Katla
- Création : Sigurjón Kjartansson (is) et Baltasar Kormákur
- Casting : Selma Björnsdóttir
- Réalisation : Baltasar Kormákur, Börkur Sigþórsson et Thora Hilmarsdottir
- Scénario : Sigurjón Kjartansson, Davíð Már Stefánsson et Lilja Sigurðardóttir, d'après une histoire d'Ólafur Egilsson, Sigurjón Kjartansson, Baltasar Kormákur, Davíð Már Stefánsson et Lilja Sigurðardóttir
- Musique : Högni Egilsson
- Direction artistique : Gunnar Pálsson	et Victor Pétur Ólafsson
- Décors : Sunneva Ása Weisshappel
- Costumes : Karen Briem
- Photographie : n/a
- Son : n/a
- Montage : Sigurður Eyþórsson et Sigvaldi J. Kárason
- Production : Agnes Johansen, Baltasar Kormákur et Magnús Viðar Sigurðsson
- Société de production : RVK Studios
- Société de distribution : Netflix
- Budget : n/a
- Pays d'origine :  Islande
- Langue originale : islandais
- Format : couleur - son Dolby Digital
- Genre : drame fantastique ; mystère, science-fiction
- Nombre de saisons : 1
- Nombre d'épisodes : 8
- Durée : 41–51 minutes
- Dates de première diffusion :
  - Monde : 17 juin 2021 (Netflix)

## Diffusion internationale
Elle est diffusée mondialement depuis le 17 juin 2021 sur Netflix.

## Épisodes
1. Sous le glacier (Undan Jöklinum)
2. Ása
3. La Mère (Móðirin)
4. Ce n'est pas lui (Þetta er ekki hann)
5. Vents du nord (Norðanátt)
6. Gríma
7. D'un autre système solaire (Steinninn)
8. Je suis toi (Ég er þú)